# Texaanse koningstiran
De Texaanse koningstiran (Tyrannus couchii) is een zangvogel uit de familie Tyrannidae (Tirannen). Deze vogel is genoemd naar de Amerikaanse militair en natuuronderzoeker Darius N. Couch (1822-1897).

## Verspreiding en leefgebied
Deze soort komt voor van zuidelijk Texas en oostelijk Mexico tot Belize.

## Status
De grootte van de populatie is in 2022 geschat op 1,1 miljoen volwassen vogels. Op de Rode lijst van de IUCN heeft deze soort de status niet bedreigd.